# Federale politie
Federale politie verwijst naar een politiedienst in een bondsstaat (federatie) die op het federale niveau georganiseerd is.
Voorbeelden hiervan zijn:
- Federale politie (Australië) (Australian Federal Police)
- Federale politie (België)
- Bundespolizei (Duitsland)
- Bundespolizei (Oostenrijk)
- Federale politie (Mexico) (Policía Federal)
- Policía Federal Ministerial (Mexico)
- Bundesamt für Polizei (Zwitserland)

Hoewel vaak gedacht, is het Federal Bureau of Investigation geen politiedienst.